# Каратуган
Каратуган — деревня в Аргаяшском районе Челябинской области. Входит в состав Ишалинского сельского поселения.
Деревня основана в 1-й четверти 20 века.

## География
Расположена в восточной части района, на берегу заросшего озера Каратугу. Расстояние до районного центра Аргаяша 14 км.

## Население
| 2002 | 2010 |
| ---- | ---- |
| 44   | ↗52  |

(в 1970 — 101, в 1983 — 61, в 1995 —20)

## Улицы
- Первая улица (Главная)